# Божик, Рудольф
Рудольф Божик (словац. Rudolf Božík; 10 июля 1920, Грничаровце-над-Парноу — 27 июня 2000, Пьештяни) — словацкий лётчик, пилот Словацких воздушных сил, позднее партизанских ВВС Словакии.
Воевал до 1944 года в составе Словацких воздушных сил, после Словацкого национального восстания перешёл на сторону партизан. Одержал всего 12 воздушных побед. На его счету числятся следующие сбитые самолёты:
- 6 штурмовиков Ил-2
- 2 истребителя FW-189A2
- 1 разведывательный самолёт Р-5
- 1 истребитель P-39 Airacobra
- 1 истребитель Bf 110G
- 1 бомбардировщик Ju-88A

Божик является единственным словацким пилотом Второй мировой, сбившим три самолёта за день.